# Quatuor de saxophones

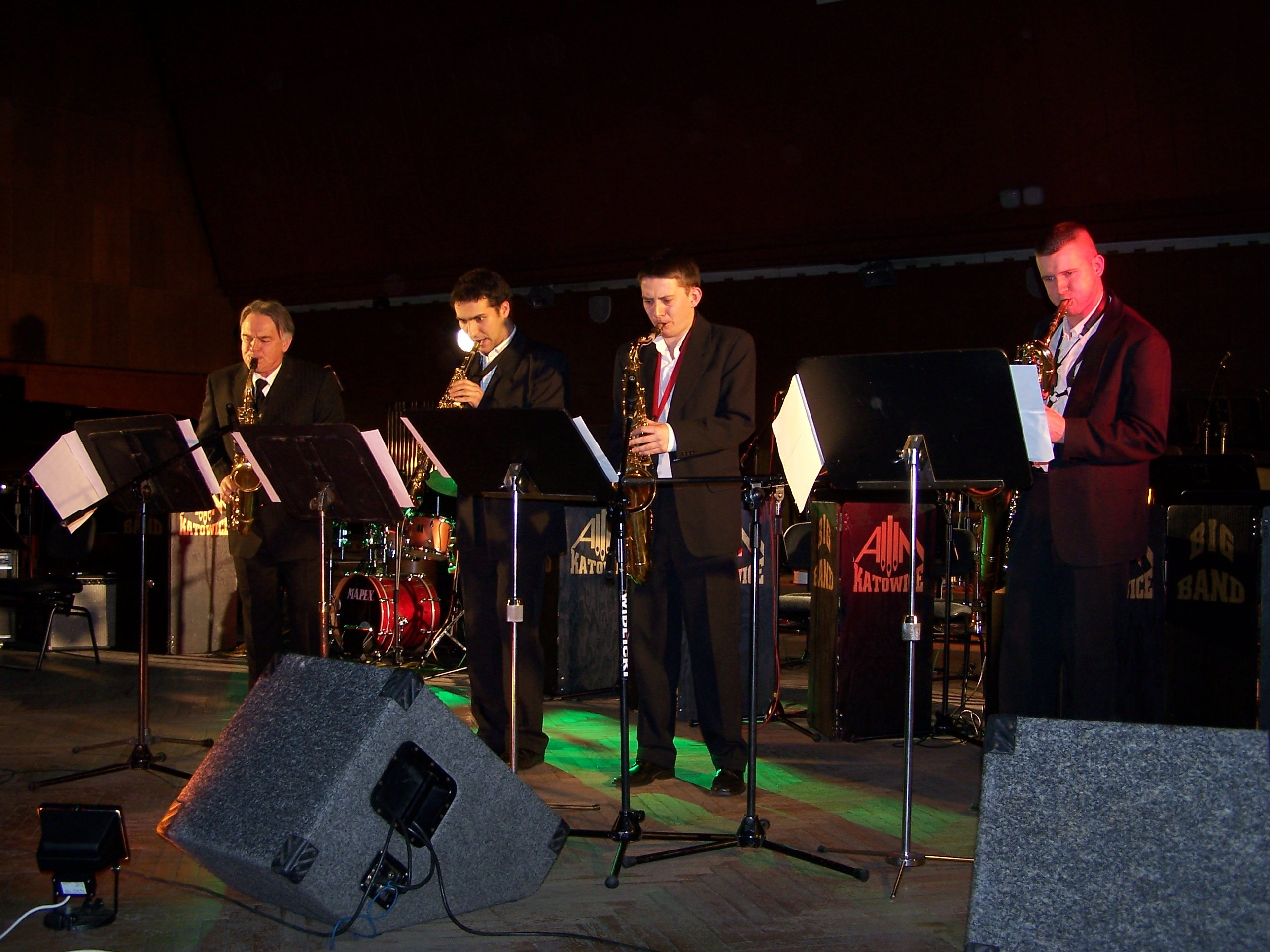
Un quatuor de saxophones. De droite à gauche: baryton, ténor, soprano, alto

Le quatuor de saxophones est une formation de musique de chambre composée d'un saxophone soprano, d'un alto, un ténor et un baryton. On désigne aussi par ce nom les formes musicales dédiées à ce type de formation, qui sont souvent dans la musique savante construites sur le modèle du quatuor à cordes. Du fait de la polyvalence des instrumentistes qui le composent, il existe de nombreuses variantes de cette formation. La formule "américaine" pour 2 altos, 1 ténor et 1 baryton est la plus fréquente, mais on trouve des quatuors de saxophones sopranos, de saxophones altos ou ténors, voire incluant des instruments plus rares comme le saxophone sopranino ou le tubax.
Parmi les nombreux ensembles de saxophones existants, le quatuor est celui qui possède le répertoire le plus riche en quantité (plus de mille œuvres recensées en 1994 par Jean-Marie Londeix dans son ouvrage 150 ans de musique pour saxophone) comme en qualité, et le nombre de formations existantes est impressionnant. Sans chercher de parallèle avec le merveilleux répertoire du quatuor à cordes, on peut même considérer que c'est pour ce type de formations que les compositeurs les plus intéressants ont su trouver l'inspiration la plus juste et la plus profonde, et on compte désormais nombre de pièces de premier plan écrites pour quatuor de saxophones, alors que le répertoire de sonates pour l'instrument reste qualitativement bien limité jusqu'à ce jour.

## La naissance de la formation
Peu après l'invention de la famille des saxophones (brevet en 1846), un des amis et congénères d'Adolphe Sax, Jean-Baptiste Singelée insista auprès de l'inventeur pour qu'il développe des formules de musique de chambre autour de ses instruments. Étant lui-même violoniste, il proposa certainement à Sax cette formule puisqu'il écrivit son "Premier quatuor pour saxophones" (fort bien nommé) dès 1858. L'inventeur enseignait alors ces quatre saxophones au sein de sa classe du Conservatoire de Paris. Et que chaque étudiant était spécialisé, concourant qui au saxophone soprano, qui au baryton ... contrairement à ce que pourrait laisser croire l'hégémonie postérieure de l'alto dans l'enseignement classique (et du ténor parmi les musiciens de jazz).
Adolphe Sax s'était alors improvisé éditeur de musique et promoteur de concerts. C'est ainsi qu'il publia un certain nombre d'œuvres pour diverses formations de saxophones, mais essentiellement pour quatuor, en parallèle aux œuvres écrites pour les concours du conservatoire. Hélas, peu de noms illustres dans cette production, mais essentiellement des collègues du Collège militaire rattaché au conservatoire, souvent eux-mêmes instrumentistes de talent. Outre Singelée, qui écrivit également un "Grand quatuor concertant" on trouve à son catalogue les noms du corniste Jean-Baptiste-Victor Mohr, du clarinettiste, saxophoniste et chef de musique Jérôme Savari, du pianiste et solfégiste Émile Jonas, des chefs de musique Jules Cressonnois et Adolphe-Valentin Sellenick. Les concurrents de Sax cherchèrent également à occuper un marché apparemment porteur en publiant le saxophoniste Louis Mayeur et quelques autres.
Cependant, après la fermeture de la classe d'Adolphe Sax au Conservatoire, et probablement faute de musiciens correctement formés, le répertoire de quatuors (entre autres) s'étiole jusqu'à disparaître pratiquement. Parmi les rares œuvres qui voient le jour au tournant du XXe siècle, notons celles du Belge Raymond Moulaert ou de l'Anglais Caryl Florio.

## Le Quatuor Marcel Mule
On doit à Marcel Mule le regain d’intérêt au cours des années 1930. Le soliste de la Garde républicaine et musicien unanimement reconnu dans les milieux musicaux classiques et trois de ses collègues de pupitre forment d’abord le Quatuor de Saxophones de la Garde Républicaine en 1928, qui deviendra en 1936, le Quatuor de Saxophones de Paris, puis le Quatuor Marcel Mule. Georges Chauvet, Hippolyte Poimbœuf, René Chaligne, Paul Romby, Fernand Lhomme, G. Charron, André Bauchy, Marcel Josse, Georges Gourdet et Guy Lacour (et même Daniel Deffayet sur certains enregistrements) feront partie de ces formations successives. L’ensemble donne de nombreux concerts en Europe, tout en enregistrant une série de disques qui font partie de l'histoire de l'instrument. De nombreux compositeurs écriront pour eux, parmi lesquels : Jean Absil, Adolphe Borchard, Amédée Borsari, Eugène Bozza, Charles Brown, Roger Calmel, Robert Clérisse, Alfred Desenclos, Jean Dupérier, Julien Falk, Jean Françaix, Alexandre Glazounov, Stan Golestan, André Jorrand, Eleuthere Lovreglio, Roger Manas, Marcelle de Manziarly, Georges Migot, Claude Pascal, Gabriel Pierné, Paul Pierné, Robert Planel, Jean Rivier, Jeanine Rueff, Florent Schmitt, Jules Semler-Collery, Pierre Vellones.
Citons entre autres parmi ses disciples directs de Mule, ceux qui à sa suite formèrent des formations semblables : le Quatuor Daniel Deffayet, l'Ensemble de saxophones Français de Jean-Marie Londeix, les quatuors de Michel Nouaux (Garde Républicaine), Jacques Desloges, Jean Ledieu, Alain Liger (4° de Paris) ...

## Le Quatuor Raschèr
De son côté, l'alter ego de Mule, Sigurd Rascher forma également en 1969 avec sa fille Karina et Bruce Weinberger un quatuor qui connut aussi un grand succès en Amérique du Nord. Parmi les compositeurs sollicités : Erland von Koch, Fritz Gerhard, Werner Wolf Glaser, John David Lamb, Zdenek Lukas, Walter S. Hartley, Emil Hlobil, René Borel, Robert Starer, Samuel Adler. Le quatuor continue encore aujourd’hui et contribue très sérieusement à l'expansion du répertoire puisqu'il a commandé des pièces importantes à des compositeurs comme Iannis Xenakis, Franco Donatoni, Hugues Dufourt, Ivan Fedele, Luciano Berio, Philip Glass, Sofia Gubaidulina, Cristobal Halffter, Roman Haubenstock-Ramati, Enrique Raxach, Erich Urbanner, Charles Wuorinen, Jean-Louis Agobet...

## Les ensembles et le répertoire contemporain
La plupart des saxophonistes classiques d’aujourd’hui, inspirés par le succès du quatuor Mule et par l’intérêt de certaines des partitions dès lors disponibles, ont eux-mêmes formé un quatuor qui reprend ces pièces initiales et développe son propre répertoire. Certaines pièces sont d’un grand intérêt, et on assiste à une progression qualitative du répertoire, parallèle à son explosion quantitative. C'est en effet souvent pour la formule du quatuor de saxophone que les compositeurs majeurs de notre temps dédient leur travail le plus pertinent. Parmi les plus marquants, citons : Iannis Xenakis, Franco Donatoni, Ivan Fedele, Henri Pousseur, John Cage, Salvatore Sciarrino, Georges Aperghis, Erkki-Sven Tüür, Terry Riley, Hugues Dufourt, Ichiro Nodaïra, Olga Neuwirth, Karol Beffa, Fabien Lévy, etc. donnent l'image d'un instrument aux multiples facettes et capable de se nourrir de toutes les influences, de servir avec pertinence tous les styles de musiques. Qu’on en juge par les pièces créées par les ensembles les plus actifs aujourd’hui :
- Quatuor Adolphe Sax: Ichiro Nodaïra, Edison Denisov
- Le quatuor Aurelia d'Arno Bornkamp : Dmitri Nicolau, Dmitri Smirnow, Liviu Danceanu, Peter van Onna, Louis Andriessen, Perry Goldstein, Ross Feller, Chiel Meijering, Hanna Kulenty, Simon Burgers, André Arends, Jacob ter Veldhuis, Maya Virsaladze, Christian Lauba ( Reflets ).

- Prism Quartet de Taimur Sullivan : Greg Osby, Franck Amsallem, Tim Ries, Tim Berne, William Bolcom, Stella Sung, Perry Goldstein.

- Ensemble de saxophones modulable Xasax : Salvatore Sciarrino, Georges Aperghis, Bernardo Kuczer, Giorgio Netti, Alex Buess, Elliott Sharp, Denis Levaillant, Alvaro Carlevaro, Gene Coleman, Yoshihide Ōtomo, Pierre-Adrien Charpy, Bruno Giner, François Rossé, Sophie Lacaze, Ernest H. Papier, Karlheinz Essl, Stéphane Payen, Robert Lemay, Luca Francesconi.

- Quasar : Jean-François Laporte, Roderik de Man, Denis Gougeon, Fabien Lévy, Wolf Edwards, Michel Frigon, Michael Osterle, Luc Marcel, Julien Roy, Alexandre Burton.

- Quatuor Diastema : Patrick Burgan, Bertrand Dubedout, Gérard Gastinel, Pierre-Yves Level, Laurent Martin.

- Amherst saxophone Quartet : Lukas Foss, Oliver Lake, Terry Riley, Lejaren Hiller.

- ARTE Quartet : Terry Riley, Pierre Favre, Fabien Lévy, Fred Frith, Urs Leimgruber, Michael Riessler, Marc Ducret, Django Bates, Rico Gubler, Nadir Vassena.

- Apollo saxophone quartet : Django Bates, Richard Rodney Bennett, Graham Fitkin, Bob Mintzer, Michael Nyman, Michael Torke, Kenny Wheeler.

- Quatuor Habanera : Fabien Lévy, Bruno Mantovani, Alexandros Markéas, Fuminori Tanada, Yassen Vodenitcharov, Louis Sclavis.

- Quartetto Accademia : Ennio Morricone, Ada Gentile, Eraclio Sallustio, Paolo Damiani, Riccardo Bianchini.

- Quatuor A Piacere de Jean-Pierre Caens : Martial Solal, François Méchali, François Jeanneau.

- Quatuor Jean-Yves Fourmeau : R. Alessandrini, Gantchoula, Petit, Karol Beffa
- Quatuor The Whoop Group : Karol Beffa

- Quatuor Trouvère de Nobuya Sugawa : T.Yoshimatsu, Honda

- Quatuor Daniel Carlier : Christian Lauba, Michael Nyman

- Quatuor Ellipsos : Philippe Geiss, Dimitri Tchesnokov, Dominique Billaud ("Pada Anak, Pada bapak" pour quatuor de saxophones et Gamelan javanais), Broadway Suite (Jean Matitia)
- Quatuor Morphing : Andy Emler ("Artophones 4" pour quatuor de saxophones et improvisateur)
- Quatuor Lil'O sax : Paul Lyonnaz dit POL ("espere")
- Quatuor Amstel / Quatuor Keuris (Mambo de Christian Lauba).
- Quatuor Zahir : Alexandros Markeas, Fabien Waksman, Graciane Finzi